# Едош
Едош (фр. Eydoche) насеље је и општина у источној Француској у региону Рона-Алпи, у департману Изер која припада префектури Ла Тур ди Пен.
По подацима из 2011. године у општини је живело 495 становника, а густина насељености је износила 88,71 становника/km². Општина се простире на површини од 5,58 km². Налази се на средњој надморској висини од 510 метара (максималној 629 m, а минималној 493 m).

## Демографија
| 1962. | 1968. | 1975. | 1982. | 1990. | 1999. | 2011. |
| ----- | ----- | ----- | ----- | ----- | ----- | ----- |
| 295   | 312   | 302   | 267   | 307   | 331   | 495   |

График промене броја становника у току последњих година